# Dieter Borchmeyer

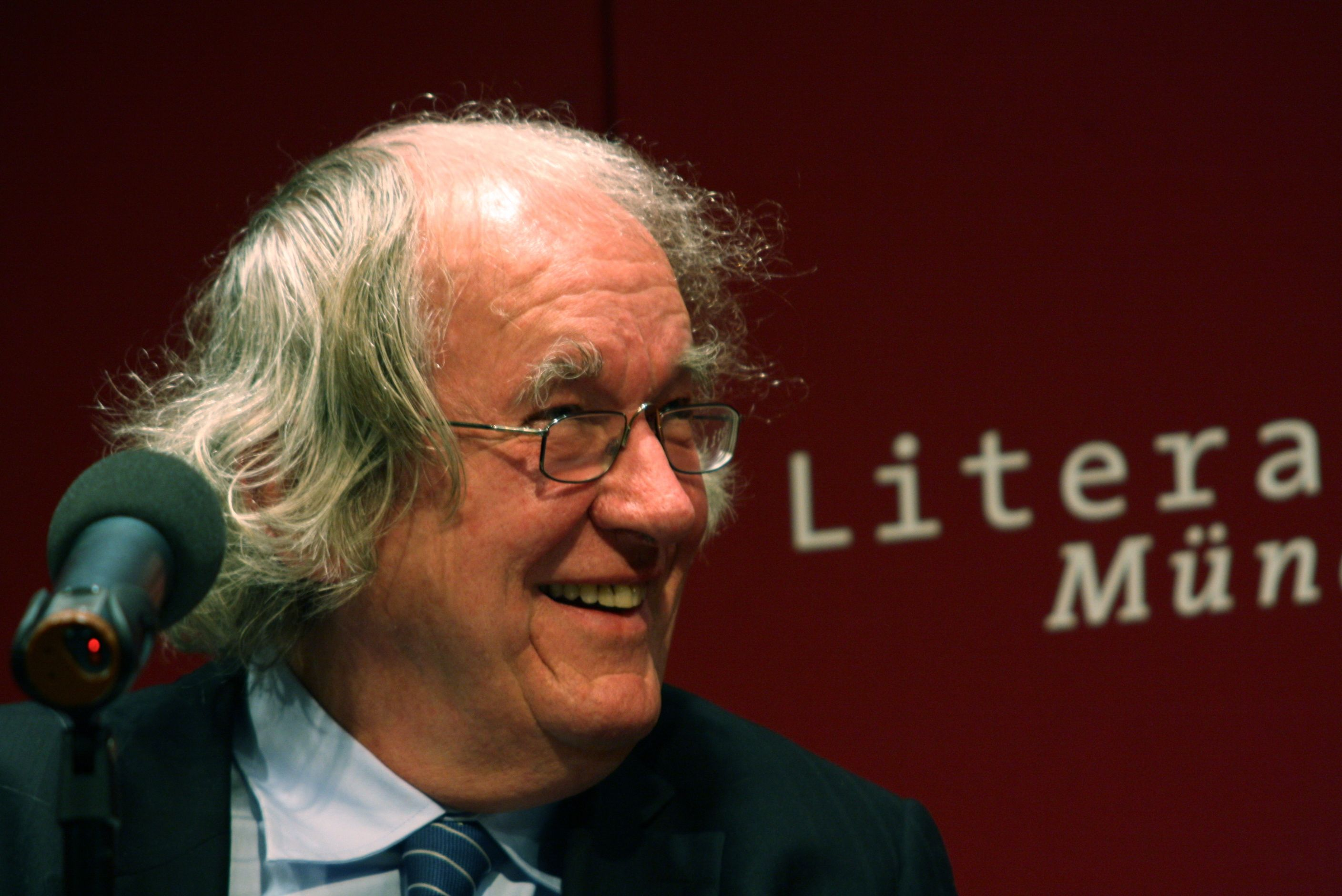
Dieter Borchmeyer

Dieter Borchmeyer (3 de mayo de 1941, Essen) es un crítico literario alemán. Es catedrático emérito de Literatura Moderna y Teoría Dramática de la Universidad de Heidelberg y presidente de la Academia de Bellas Artes de Baviera. Sus obras incluyen biografías de Goethe, Schiller, Mozart y Richard Wagner.